# Església de Santa Maria la Major (Oliva)
L'església de Santa Maria la Major és un edifici religiós del municipi d'Oliva (la Safor, País Valencià), construït durant el segle xviii seguint l'estil barroc.

## Història
En el terreny que avui ocupa l'església de Santa Maria la Major hi havia un temple anterior del segle xiii, del qual es conserva una capella gòtica i un arc apuntat gòtic-mudèjar d'una porta. Al segle XVII se li adossa la Capella de la Comunió. En eixos anys es va iniciar un procés inconclús de remodelació. Al 1695 s'acaba el campanar.
La nova església es construeix a partir de 1705. La Guerra de Successió interromp els treballs. Quan es reprenen, al 1754 s'afona bona part del sostre, i la cúpula i el tambor principal. L'incident va obligar a una nova remodelació dels treballs que ja s'havien fet durant la primera meitat del segle. Finalment, s'inaugura en 1787.

## Descripció
El temple és un barroc classicista que representa els trets més característics d'aquest estil arquitectònic al País Valencià. És de planta rectangular, composta per una nau principal de quatre trams amb volta de canó. La façana principal és un mur llis amb un gran arc apuntat que emmarca la portalada; tres fornícules de pedra hi acullen les imatges de Sant Francesc d'Assís, l'Assumpció i Sant Antoni de Pàdua. La part posterior hi figuren els arcs apuntats que reforcen l'absis i sostenen el trassagrari.
L'interior està ordenat amb columnes estriades d'inspiració coríntia i capitells uniformes. L'arquitectura vol sobresortir respecte la decoració, per la qual cosa a penes hi ha escaioles i relleus. Té un presbiteri amb dues sagristies al costat i tancat pel trassagrari.
Als laterals s'alcen capelles, comunicades entre sí, amb cúpules semiesfèriques.
A causa del desnivell entre la plaça de l'Església i el carrer de les Moreres, on recau la cara posterior, es va excavar una cripta per igualar la inclinació del temple. Va ser panteó des de 1728 fins al segle xix per a personalitats locals.
La Capella de la Comunió, o del Roser, va ser construïda entre 1654 i 1681. Té planta de creu grega amb braços curts, un dels quals va quedar reduït quan es va aixecar la nova església. Compta amb un retaule major, dedicat a la titular, fet de fusta i estucat.

## Museu parroquial
L'església acull al seu interior el Museu parroquial. Va ser inaugurat el 5 d'abril de 1987 en una sala del trassagrari. Compta amb un exposició d'orfebreria, talles religioses i decoracions litúrgiques.
Es complementa amb la sala d'exposicions temporals ubicada a la cripta.